# سيمون فيليز
سيمون فيليز (بالإسبانية: Simón Vélez)‏ هو مهندس معماري كولومبي، ولد في 2 فبراير 1949 في مانيزاليس في كولومبيا.

## وصلات خارجية
- الموقع الرسمي